# Martizay
Martizay és un municipi francès, situat al departament de l'Indre i a la regió de Centre – Vall del Loira. L'any 2007 tenia 1.042 habitants.

## Demografia

### Població
El 2007 la població de fet de Martizay era de 1.042 persones. Hi havia 480 famílies, de les quals 156 eren unipersonals (72 homes vivint sols i 84 dones vivint soles), 180 parelles sense fills, 116 parelles amb fills i 28 famílies monoparentals amb fills.
La població ha evolucionat segons el següent gràfic:
Habitants censats

### Habitatges
El 2007 hi havia 729 habitatges, 486 eren l'habitatge principal de la família, 143 eren segones residències i 100 estaven desocupats. 702 eren cases i 10 eren apartaments. Dels 486 habitatges principals, 371 estaven ocupats pels seus propietaris, 104 estaven llogats i ocupats pels llogaters i 11 estaven cedits a títol gratuït; 19 tenien una cambra, 24 en tenien dues, 99 en tenien tres, 134 en tenien quatre i 210 en tenien cinc o més. 352 habitatges disposaven pel capbaix d'una plaça de pàrquing. A 210 habitatges hi havia un automòbil i a 190 n'hi havia dos o més.

### Piràmide de població
La piràmide de població per edats i sexe el 2009 era:
| Homes | Edats   | Dones |
| ----- | ------- | ----- |
| 0     | 95 o +  | 4     |
| 4     | 90 a 94 | 4     |
| 16    | 85 a 89 | 20    |
| 16    | 80 a 84 | 16    |
| 32    | 75 a 79 | 40    |
| 40    | 70 a 74 | 32    |
| 24    | 65 a 69 | 24    |
| 44    | 60 a 64 | 32    |
| 44    | 55 a 59 | 44    |
| 52    | 50 a 54 | 32    |
| 36    | 45 a 49 | 20    |
| 24    | 40 a 44 | 40    |
| 52    | 35 a 39 | 28    |
| 20    | 30 a 34 | 32    |
| 28    | 25 a 29 | 12    |
| 16    | 20 a 24 | 20    |
| 16    | 15 a 19 | 28    |
| 28    | 10 a 14 | 28    |
| 24    | 5 a 9   | 32    |
| 20    | 0 a 4   | 28    |

## Economia
El 2007 la població en edat de treballar era de 606 persones, 409 eren actives i 197 eren inactives. De les 409 persones actives 387 estaven ocupades (221 homes i 166 dones) i 22 estaven aturades (7 homes i 15 dones). De les 197 persones inactives 104 estaven jubilades, 43 estaven estudiant i 50 estaven classificades com a «altres inactius».

### Ingressos
El 2009 a Martizay hi havia 474 unitats fiscals que integraven 1.025,5 persones, la mediana anual d'ingressos fiscals per persona era de 14.739 €.

### Activitats econòmiques
Dels 49 establiments que hi havia el 2007, 2 eren d'empreses alimentàries, 6 d'empreses de fabricació d'altres productes industrials, 9 d'empreses de construcció, 9 d'empreses de comerç i reparació d'automòbils, 1 d'una empresa de transport, 2 d'empreses d'hostatgeria i restauració, 2 d'empreses d'informació i comunicació, 1 d'una empresa financera, 3 d'empreses immobiliàries, 6 d'empreses de serveis, 6 d'entitats de l'administració pública i 2 d'empreses classificades com a «altres activitats de serveis».
Dels 14 establiments de servei als particulars que hi havia el 2009, 1 era una oficina de correu, 1 funerària, 1 taller de reparació d'automòbils i de material agrícola, 5 paletes, 2 guixaires pintors, 1 electricista, 1 perruqueria i 2 restaurants.
Dels 5 establiments comercials que hi havia el 2009, 1 era una botiga de més de 120 m², 2 fleques i 2 floristeries.
L'any 2000 a Martizay hi havia 46 explotacions agrícoles que ocupaven un total de 2.392 hectàrees.

## Equipaments sanitaris i escolars
El 2009 hi havia una escola maternal integrada dins d'un grup escolar amb les comunes properes formant una escola dispersa.

## Poblacions més properes
El següent diagrama mostra les poblacions més properes.